# B13 – A bűnös negyed
A B13 – A bűnös negyed (angol cím: District 13, francia cím: Banlieue 13 vagy B13) 2004-ben bemutatott francia akciófilm, amelyet Pierre Morel rendezett, forgatókönyvírója és producere Luc Besson volt. A főbb szerepekben David Belle és Cyril Raffaelli látható.
A film olyan kaszkadőrjelenetekben mutatja be a parkourt, amelyeket drótok vagy utólagos CGI felhasználása nélkül vettek fel. Emiatt egyes filmkritikusok az Ong-bak – A thai boksz harcosa című thai filmhez hasonlították.
A filmet Franciaországban 2004. november 10-én mutatták be a mozikban.

## Cselekmény
2010-re társadalmi problémák sújtják Párizs legszegényebb külvárosait, különösen a Banlieue 13-at, közismert nevén B13-at, vagyis egy kétmillió lakosú gettót. Mivel a hatóságok képtelenek a B13-at felügyelni, az egész területet magas, szögesdróttal fedett fallal veszik körül. A lakosok oktatás, megfelelő közművek és rendőri védelem nélkül kényszerülnek életben maradni, a ki- és belépést rendőrségi ellenőrzőpontok koordinálják. Három évvel később a kerületet elárasztották az utcai bandák. Leïto az egyik ilyen bűnbanda harcosa, aki egy táska heroint a fürdőkádjában semmisít meg vegyszerekkel, majd elmenekül a K2 nevű végrehajtó által vezetett banda elől, aki a kábítószerért jött.
A banda vezetője, a kegyetlen Taha Ben Mahmoud dühében kivégzi K2 három emberét, mígnem K2 azt javasolja, bosszúból rabolják el Leïto húgát, Lolát. Leïto feltűnés nélkül megjelenik Taha otthonában, kiszabadítja a húgát és ketten a rendőrőrsre viszik a bandavezért. Taha emberei autóval üldözik őket. A rendőrfőnök, akinek aznap este nyugdíjba kell vonulnia, nem akar kiélezett háborút; Leïtót börtönbe zárja és szabadon engedi Tahát, aki megragadja az alkalmat és elrabolja Lolát.
Damien Tomaso nyomozó beépül egy belvárosi bűnszervezetbe, és sikerül elkapnia Carlos Montoyát, a csoport vezetőjét. E siker után felettese, Kruger megbízza azzal a kormányzati körökből kapott feladattal, hogy találjon meg egy bombát, amely a 13-as külvárosban tűnt el és 24 óra múlva felrobban, ha nem hatástalanítják. Leïtónak kell elkísérnie őt, aki a 13-as külvárosban a kísérője lesz. Miután megszöknek egy cellafurgonból, Damien beleegyezik, hogy segít Leïtónak megmenteni a húgát Taha kezéből, azzal a feltétellel, hogy ezután ő is segít neki megtalálni a bombát.
Megadják magukat, hogy Taha közelébe férkőzhessenek, ezután Damien és Leïto megszöknek, előtte elhitetve Tahával, hogy a bombát 20 millió euróért visszavásárolja a védelmi minisztérium és a pénzt egy számlára utalják. Taha hidegvérrel kivégzi a börtönőrt, őt pedig a saját bandája lövi agyon korábbi kegyetlenkedéseiért. Damien és Leïto megérkezik az épület alagsorába, ahol a bomba van és Taha megbízottja, K2, a banda új vezetője utasítja őket, hogy foglalkozzanak a bombával.
Egy "Jeti" nevű óriással kell megküzdeniük, akit Leïtónak sikerül megkötöznie. Ezután megérkeznek a bombához, ahol Damien felhívja Krugert, hogy megszerezze a hatástalanításhoz szükséges kódot: Leïto rájön, hogy a kód megegyezik az aznapi dátummal. Összeverekednek és Lola megakadályozza, hogy Damien beírja a kódot. A bomba nem robban fel, Damien azt visszaszállítja a minisztériumba. A fenyegetés hatására Kruger elárulja az eredeti tervet: a bomba felrobbantásával akarták megölni a B13 összes lakosát. Vallomását egy kamera rögzíti, a felvételt az egész országban leadja a média. Hamarosan a kormány többi tagja megígéri, hogy lebontják a védőfalat és visszaállítják a közszolgáltatásokat a B13-ban.
Leïto és Damien barátként búcsúznak el egymástól, Lola pedig megcsókolja Damient és arra biztatja, látogasson el a B13-ba.

## Szereplők
| Színész          | Szerep           | Magyar hang          | Magyar hang          |
| Színész          | Szerep           | 1. szinkron (2005)   | 2. szinkron          |
| ---------------- | ---------------- | -------------------- | -------------------- |
| Cyril Raffaelli  | Damien Tomaso    | Dózsa Zoltán         | Csík Csaba Krisztián |
| David Belle      | Leïto            | Betz István          | Zámbori Soma         |
| Tony D'Amario    | K2               | Barabás Kiss Zoltán  | Megyeri János        |
| Dany Verissimo   | Lola             | Bogdányi Titanilla   | Nemes Takách Kata    |
| Larbi Naceri     | Taha Ben Mahmoud | Kőszegi Ákos         | Vass Gábor           |
| François Chattot | Krüger           | Melis Gábor          | Balázsi Gyula        |
| Nicolas Woirion  | Corsini          | N/A                  | N/A                  |
| Patrick Olivier  | Az ezredes       | Várday Zoltán        | Jantyik Csaba        |
| Samir Guesmi     | Jamel            | Presits Tamás        | Juhász Zoltán        |
| Alain Rimoux     | A felügyelő      | Pálfai Péter         | Kajtár Róbert        |
| Marc Andréoni    | Carlos Montoya   | Csík Csaba Krisztián | Orosz István         |

## Kapcsolódó művek

### Folytatás
Az eredetileg Banlieue 14 címet viselő folytatás forgatása 2008 augusztusában kezdődött Belgrádban, és 2008 októberéig tartott. Ebben David Belle és Cyril Raffaelli ismét korábbi szereplőik bőrébe bújtak. A film producere és forgatókönyvírója ezúttal is Luc Besson volt. A folytatást hivatalosan B13 – Az Ultimátum címre változtatták az utómunkálatok során. Franciaországban 2009. február 18-án, az Egyesült Királyságban pedig 2009. október 2-án jelent meg.

### Remake
A Veszélyzóna a film angol nyelvű remake-je. A Detroitban játszódó film előmunkálatai 2010-ben kezdődtek az EuropaCorpnál. A film 2014 áprilisában jelent meg, Damien szerepét Paul Walker vette át, David Belle eredeti szerepében tért vissza, a bandavezért a rapper RZA alakította. Ez volt Walker utolsó befejezett mozifilmje, 2013 novemberében bekövetkezett halála előtt.

## Fordítás
- Ez a szócikk részben vagy egészben  a   District 13 című angol Wikipédia-szócikk fordításán alapul.  Az eredeti cikk szerkesztőit annak laptörténete sorolja fel. Ez a jelzés csupán a megfogalmazás eredetét és a szerzői jogokat jelzi, nem szolgál a cikkben szereplő információk forrásmegjelöléseként.